# Cyrtodactylus annulatus
Cyrtodactylus annulatus este o specie de șopârle din genul Cyrtodactylus, familia Gekkonidae, ordinul Squamata, descrisă de Taylor 1915. A fost clasificată de IUCN ca specie cu risc scăzut. Conform Catalogue of Life specia Cyrtodactylus annulatus nu are subspecii cunoscute.